# Аместриса
Аместриса (грец. Άμηστρις, Amēstris, імовірно те ж саме, що грец. Άμαστρις, Amāstris, від давньоперс. Amāstrī-, «сильна жінка») — дружина перського царя Ксеркса I та мати Артаксеркса I.
Давньогрецькі історики оцінювали її погано.